# Leichtathletik-Europameisterschaften 2016/4 × 400 m der Männer

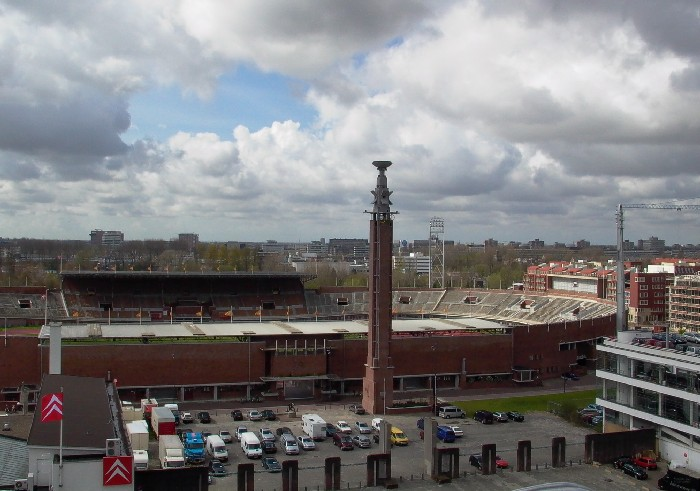
Das Olympiastadion in Amsterdam im Jahr 2005

Die 4-mal-400-Meter-Staffel der Männer bei den Leichtathletik-Europameisterschaften 2016 wurde am 9. und 10. Juli 2016 im Olympiastadion der niederländischen Hauptstadt Amsterdam ausgetragen.
Europameister wurde Belgien in der Besetzung Julien Watrin, Jonathan Borlée, Dylan Borlée und Kevin Borlée (Finale) sowie dem im Vorlauf außerdem eingesetzten Robin Vanderbemden. Den zweiten Platz belegte Polen mit Łukasz Krawczuk, Kacper Kozłowski, Jakub Krzewina und Rafał Omelko (Finale) sowie dem im Vorlauf außerdem eingesetzten Michał Pietrzak. Bronze ging an Großbritannien in der Besetzung Rabah Yousif, Delano Williams, Jack Green (Finale) und Matthew Hudson-Smith (Finale) sowie den im Vorlauf außerdem eingesetzten Nigel Levine und Jarryd Dunn.
Auch die nur im Vorlauf eingesetzten Läufer erhielten entsprechendes Edelmetall.

## Rekorde

### Bestehende Rekorde
| Weltrekord           | 2:54,29 min | USA (Andrew Valmon, Quincy Watts, Harry Reynolds, Michael Johnson)       | WM Stuttgart, Deutschland | 22. August 1993   |
| Europarekord         | 2:56,60 min | Großbritannien (Iwan Thomas, Jamie Baulch, Mark Richardson, Roger Black) | OS Atlanta, USA           | 3. August 1996    |
| Meisterschaftsrekord | 2:58,22 min | Großbritannien (Paul Sanders, Kriss Akabusi, John Regis und Roger Black) | EM Split, Jugoslawien     | 1. September 1990 |

Der bestehende EM-Rekord wurde bei diesen Europameisterschaften nicht erreicht. Die drei-Minuten-Marke wurde in keinem der drei Rennen unterboten. Die schnellste Zeit erzielte Europameister Belgien im Finale mit 3:01,10 min, womit das Quartett 2,88 s über dem Rekord blieb. Zum Europarekord fehlten 4,50 s, zum Weltrekord 6,81 s.

### Bestleistungs- / Rekordverbesserungen
Die europäische Jahresbestleistung wurde zweimal verbessert und außerdem gab es einen neuen Landesrekord:
- Europajahresbestleistungen:
  - 3:01,63 min – Großbritannien (Rabah Yousif, Delano Williams, Nigel Levine, Jarryd Dunn), erster Vorlauf am 9. Juli
  - 3:01,10 min – Belgien (Julien Watrin, Jonathan Borlée, Dylan Borlée, Kevin Borlée), Finale am 10. Juli
- Landesrekord:
  - 3:04,42 min – Irland (Brian Gregan, Craig Lynch, David Gillick, Thomas Barr), erster Vorlauf am 9. Juli

## Legende
Kurze Übersicht zur Bedeutung der Symbolik – so üblicherweise auch in sonstigen Veröffentlichungen verwendet:
| NR | Nationaler Rekord        |
| EL | Europajahresbestleistung |

## Vorrunde
9. Juli 2016, 19:15 Uhr
Die Vorrunde wurde in zwei Läufen durchgeführt. Die ersten drei Staffeln pro Lauf – hellblau unterlegt – sowie die darüber hinaus zwei zeitschnellsten Teams – hellgrün unterlegt – qualifizierten sich für das Finale.

### Vorlauf 1
| Platz | Staffel        | Besetzung                                                                 | Zeit (min) |
| ----- | -------------- | ------------------------------------------------------------------------- | ---------- |
| 1     | Großbritannien | Rabah Yousif Delano Williams Nigel Levine (Vorlauf) Jarryd Dunn (Vorlauf) | 3:01,63 EL |
| 2     | Polen          | Michał Pietrzak (Vorlauf) Kacper Kozłowski Jakub Krzewina Łukasz Krawczuk | 3:02,09    |
| 3     | Tschechien     | Jan Tesař Pavel Maslák Michal Desenský Patrik Šorm                        | 3:02,66    |
| 4     | Irland         | Brian Gregan Craig Lynch David Gillick Thomas Barr                        | 3:04,42 NR |
| 5     | Türkei         | Halit Kılıç Yasmani Copello Batuhan Altıntaş Yavuz Can                    | 3:04,65    |
| 6     | Italien        | Lorenzo Valentini Michele Tricca Mario Lambrughi Matteo Galvan            | 3:06,07    |
| 7     | Schweiz        | Luca Flück Joel Burgunder Daniele Angelella Silvan Lutz                   | 3:06,52    |
| 8     | Norwegen       | Karsten Warholm Mauritz Kåshagen Josh-Kevin Ramirez Talm Torbjørn Lysne   | 3:10,76    |

### Vorlauf 2

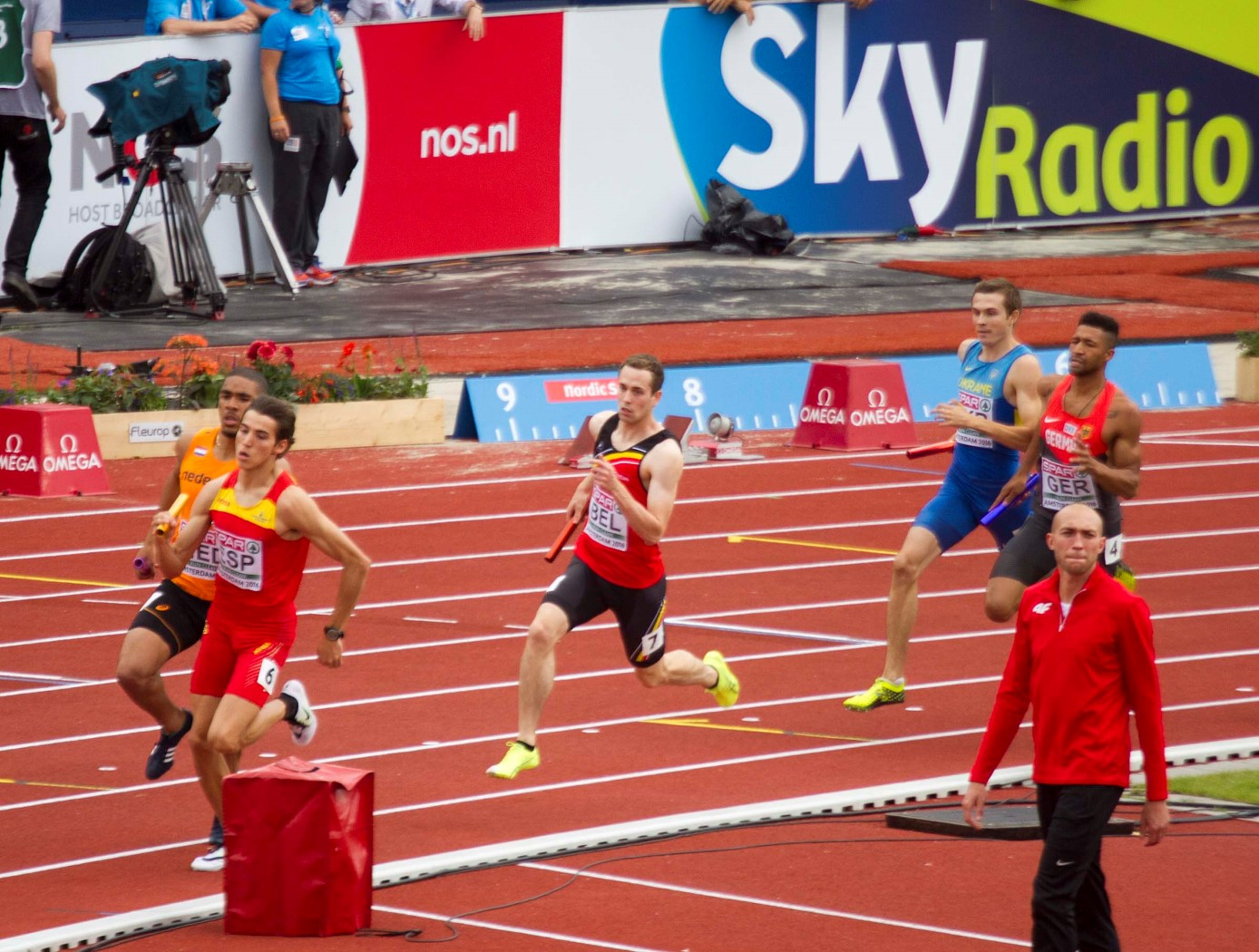
Die Startläufer im zweiten Vorlauf

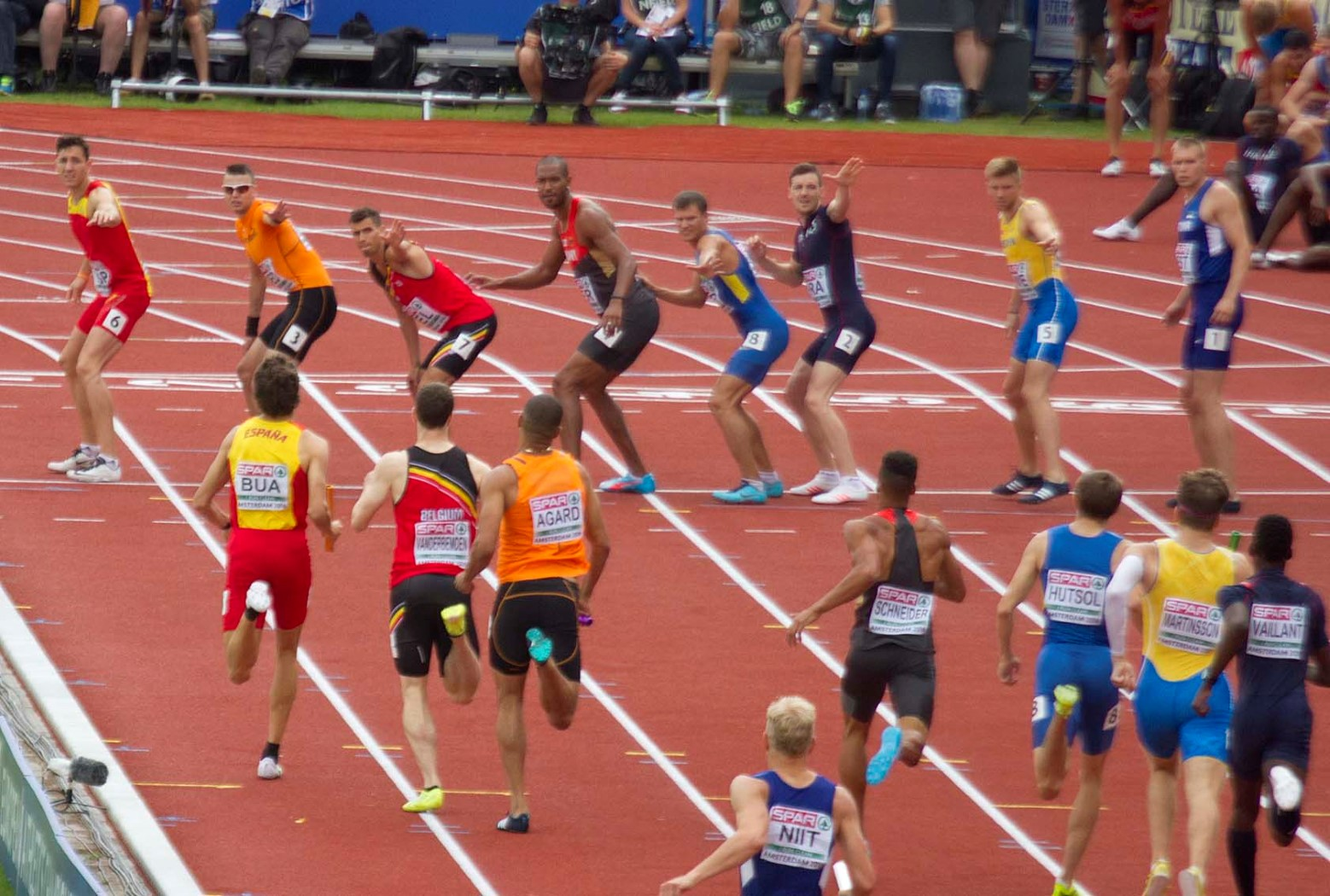
Beim zweiten Wechsel lagen alle Staffeln noch eng beisammen

| Platz | Staffel     | Besetzung                                                             | Zeit (min) |
| ----- | ----------- | --------------------------------------------------------------------- | ---------- |
| 1     | Belgien     | Dylan Borlée Robin Vanderbemden Jonathan Borlée Julien Watrin         | 3:03,15    |
| 2     | Ukraine     | Danylo Danylenko Jewhen Huzol Wolodymyr Burakow Witalij Butrym        | 3:03,93    |
| 3     | Deutschland | Constantin Schmidt Patrick Schneider Kamghe Gaba Johannes Trefz       | 3:03,97    |
| 4     | Niederlande | Liemarvin Bonevacia Terrence Agard Bforn Blauwhof Maarten Stuivenberg | 3:04,04    |
| 5     | Spanien     | Samuel García Lucas Búa Sergio Fernández Lluis Vallejo                | 3:04,77    |
| 6     | Schweden    | Axel Bergrahm Erik Martinsson Felix Francois Adam Danielsson          | 3:04,95    |
| 7     | Frankreich  | Mamadou Kassé Hann Ludvy Vaillant Alexandre Divet Thomas Jordier      | 3:04,95    |
| 8     | Estland     | Jaak-Heinrich Jagor Marek Niit Rivar Tipp Rauno Kunnapuu              | 3:10,63    |

## Finale

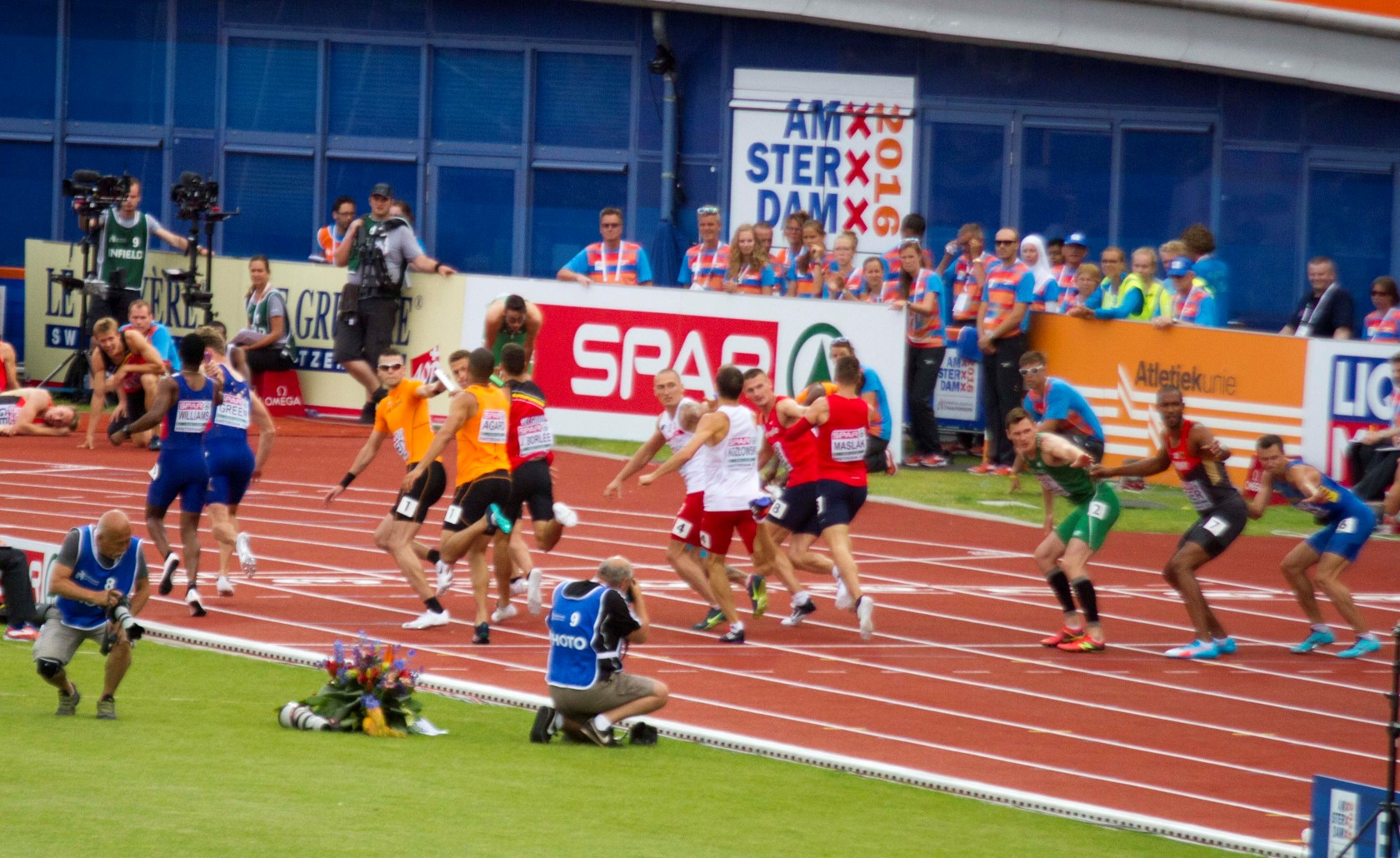
Finale, zweiter Wechsel

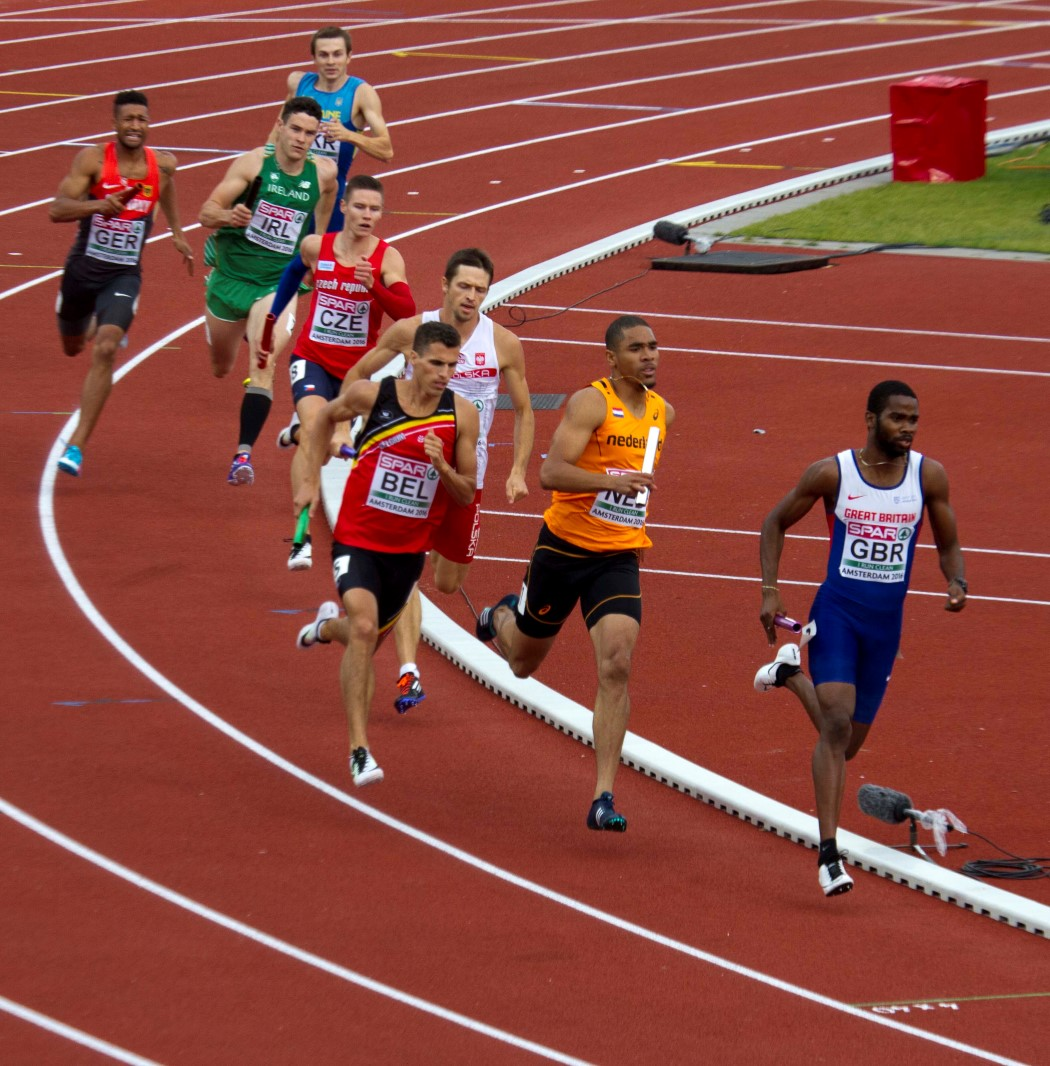
Die Schlussläufer kurz nach dem Wechsel

10. Juli 2016, 18:50 Uhr
| Platz | Staffel        | Besetzung | Zeit (min) |
| ----- | -------------- | --- | ---------- |
| 1     | Belgien        | Julien Watrin Jonathan Borlée Dylan Borlée Kevin Borlée (Finale) im Vorlauf außerdem: Robin Vanderbemden                     | 3:01,10 EL |
| 2     | Polen          | Łukasz Krawczuk Kacper Kozłowski Jakub Krzewina Rafał Omelko (Finale) im Vorlauf außerdem: Michał Pietrzak                   | 3:01,18    |
| 3     | Großbritannien | Rabah Yousif Delano Williams Jack Green (Finale) Matthew Hudson-Smith (Finale) im Vorlauf außerdem: Nigel Levine Jarryd Dunn | 3:01,44    |
| 4     | Tschechien     | Jan Tesař Pavel Maslák Michel Desenský Patrik Šorm                                                                           | 3:03,86    |
| 5     | Irland         | Brian Gregan Craig Lynch David Gillick Thomas Barr                                                                           | 3:04,32    |
| 6     | Ukraine        | Danylo Danylenko Jewhen Huzol Wolodymyr Burakow Witalij Butrym                                                               | 3:04,45    |
| 7     | Niederlande    | Liemarvin Bonevacia Terrence Agard Bforn Blauwhof Maarten Stuivenberg                                                        | 3:04,52    |
| 8     | Deutschland    | Johannes Trefz Patrick Schneider Kamghe Gaba Constantin Schmidt                                                              | 3:05,67    |

## Videolink
- 4x400m Relay Men's Final - European Athletics Championships 2016 FULL HD, youtube.com, abgerufen am 19. März 2023